# Paracamenta calva
Paracamenta calva är en skalbaggsart som beskrevs av Louis Albert Péringuey 1904. Paracamenta calva ingår i släktet Paracamenta och familjen Melolonthidae. Inga underarter finns listade i Catalogue of Life.